# Josef Kürzinger
Josef bzw. Joseph Kürzinger (* 20. Februar 1898 in Oberölsbach in der Oberpfalz, heute Berg bei Neumarkt in der Oberpfalz; † 1. Februar 1984 in Ingolstadt) war römisch-katholischer Priester und Hochschullehrer für Neues Testament an der Bischöflichen Philosophisch-Theologischen Hochschule Eichstätt.

## Leben
Josef Kürzinger empfing am 29. Juni 1923 die Priesterweihe. Danach war er als Kaplan in Spalt tätig. Bereits zwei Jahre später wurde er für das weitere Studium an der Universität München beurlaubt. Seit 1926 war er Mitglied der katholischen Studentenverbindung KDStV Aenania München. 1928 wurde er von der Universität München promoviert. Anschließend war er von 1928 bis 1930 als Domprediger in Eichstätt tätig.
Von 1930 an war er zunächst außerordentlicher, ab 1935 ordentlicher Professor für Neutestamentliche Exegese, Geschichte der Exegese und Homiletik an der Philosophisch-Theologischen Hochschule Eichstätt. Aushilfsweise las er von 1935 bis 1936 auch Dogmatik und 1938 auch Alttestamentliche Wissenschaft. Im November 1933 unterzeichnete er das Bekenntnis der deutschen Professoren zu Adolf Hitler. Von 1935 bis 1945 war Kürzinger außerdem nebenamtlicher Standortpfarrer. 1949 unternahm er eine dreimonatige Studienreise zum Thema Verbesserung der Lehrerausbildung an Priesterseminar in die Vereinigten Staaten.
1957 beendete er seine Vorlesungstätigkeit im Fach Homiletik. Von 1958 bis 1960 war er Rektor der Hochschule. 1969 wurde er emeritiert.

## Bibelübersetzer
Innerhalb der Echter-Bibel Die Heilige Schrift in deutscher Übersetzung, deren Bände zum Neuen Testament ab 1951 erschienen, übersetzte und bearbeitete Kürzinger die Apostelgeschichte und Briefe des Neuen Testaments. 1954 revidierte er die Übersetzung von Joseph Franz von Allioli durch eine Anpassung an den griechischen Text. Diese Gesamtübersetzung ging in die sogenannte Pattlochbibel von 1956 ein. 1980 erschien im Pattloch-Verlag die Ausgabe Das Neue Testament – leseleicht.

## Ehrungen
Josef Kürzinger wurde der Titel „Prälat“ verliehen. Am 15. Juli 1963 wurde Kürzinger zum Ehrenbürger der Altgemeinde Oberölsbach ernannt. Dort wurde die Prälat-Kürzinger-Straße nach ihm benannt.

## Schriften
- Alfonsus Vargas Toletanus und seine theologische Einleitungslehre. Ein Beitrag zur Geschichte der Scholastik im 14. Jahrhundert. Aschendorff, Münster 1930 (über den spanischen Theologen und Erzbischof Alfonso de Vargas y Toledo, † 1366).
- Die Aussage des Papias von Hierapolis zur literarischen Form des Markusevangeliums. In: Biblische Zeitschrift, Jg. 21 (1977), S. 245–264.
- Papias von Hierapolis und die Evangelien des Neuen Testaments. Gesammelte Aufsätze; Neuausgabe und Übersetzung der Fragmente; kommentierte Bibliographie (= Eichstätter Materialien: Abteilung Philosophie und Theologie, Bd. 2). Pustet, Regensburg 1983, ISBN 3-7917-0780-9